# Zakałcze Wielkie
Zakałcze Wielkie (deutsch Groß Sakautschen, 1938 bis 1945 Großsackau) ist ein Ort in der polnischen Woiwodschaft Ermland-Masuren und gehört zur Landgemeinde Banie Mazurskie (Benkheim) im Powiat Gołdapski (Kreis Goldap).

## Geographische Lage
Zakałcze Wielkie liegt im Nordosten der Woiwodschaft Ermland-Masuren im nördlichen Uferbereich der Goldap (polnisch Gołdapa). Die ehemalige Kreisstadt Angerburg (polnisch Węgorzewo) ist 18 Kilometer, die heutige Kreishauptstadt Gołdap (Goldap) 20 Kilometer entfernt.

## Geschichte
Groß Sakautschen wurde erstmals im Jahre 1613 in einer Verschreibung an den Hofapotheker des Kurfürsten Johann Sigismund erwähnt, ist aber eine noch ältere Siedlung. Für das Jahr 1732 war die Familie von Proeck als Eigentümerin des Gutes genannt. Es wechselten sich dann verschiedene Besitzer ab, bis es in bürgerliche Hände kam wie in die von Amtsrat Ludwig Bruno, der bereits Klein Guja (polnisch Szymanowizna, nicht mehr existent) in Besitz hatte. Ihn verband bald ein besonderes Schicksal mit Groß Sackautschen: die Eltern seiner Braut Fredericia von Tyska, der Erbin des Gutes Adamsheide (russisch Abelino) im Kreis Darkehmen, wollten die Hochzeit verhindern und sperrten ihn in den Keller ihres Hauses ein, wo er verhungern sollte. Seine Braut konnte ihn zwar befreien, verstarb jedoch nicht lange nach der Hochzeit.

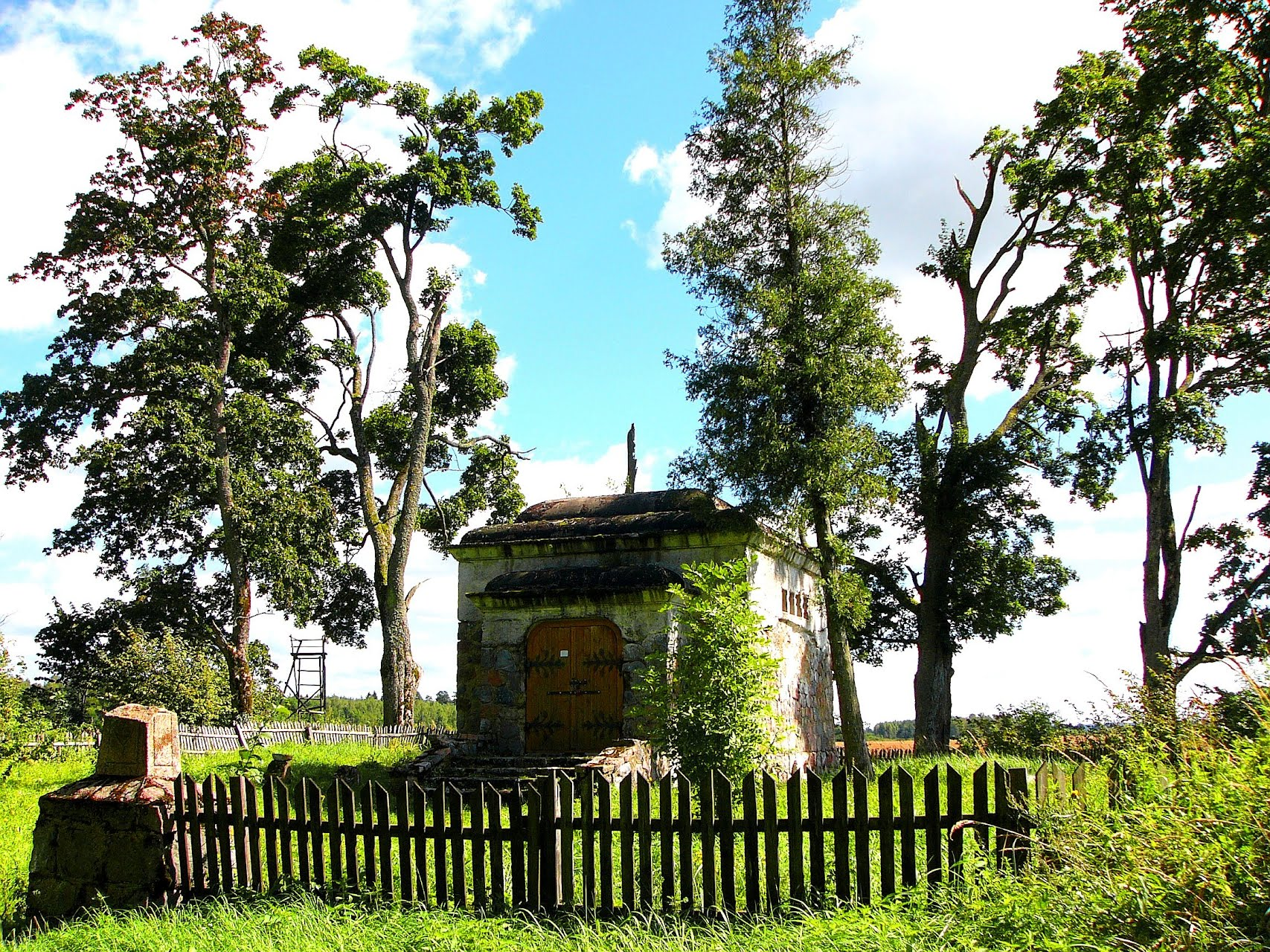
Grabstätte der Gutsfamilie Steinert

Weitere Besitzerwechsel folgten. Im 19. und beginnenden 20. Jahrhundert befand sich das Gut im Eigentum der Familie von Steinert. Hermann Steinert war 1903 Gutsbesitzer von Groß und auch Klein Sakkautschen (1938 bis 1945: Kleinsackau, polnisch: Zakałcze Małe, nicht mehr existent), 1917 kaufte es Bruno Bark. Der große Anteil von Wiesen und Weiden begünstigte die Viehzucht und Milchwirtschaft, auch Schweine wurden gehalten sowie Kartoffeln angebaut, die man in einer Kartoffelbrennerei veredelte.
Im Jahre 1874 wurde Groß Sackautschen in den neugebildeten Amtsbezirk Benkheim (polnisch Banie Mazurskie) eingegliedert, der bis 1945 zum Kreis Angerburg im Regierungsbezirk Gumbinnen der preußischen Provinz Ostpreußen gehörte. Im Jahre 1910 zählte das Gutsdorf 68 Einwohner.
Am 30. September 1928 verlor Groß Sakautschen seine Eigenständigkeit und wurde zusammen mit dem Nachbardorf Storchenberg (polnisch Wydutki) in die Landgemeinde Mitschullen (1938 bis 1945: Rochau, polnisch: Miczuły) eingemeindet. Am 3. Juni (amtlich bestätigt am 16. Juli) des Jahres 1938 erhielt das Dorf die Umbenennung in „Großsackau“.
Im Jahre 1945 kam der Ort in Kriegsfolge mit dem südlichen Ostpreußen zu Polen und heißt seither „Zakałe Wielkie“. Es gehört jetzt zum Schulzenamt (polnisch Sołectwo) Miczuły im Verbund der Landgemeinde Banie Mazurskie im Powiat Gołdapski, vor 1998 der Woiwodschaft Suwałki, seitdem der Woiwodschaft Ermland-Masuren zugehörig.

## Kirche
Groß Sakautschen resp. Großsackau war bis 1945 in das Kirchspiel der evangelischen Kirche in Benkheim im Kirchenkreis Angerburg in der Kirchenprovinz Ostpreußen der Kirche der Altpreußischen Union eingepfarrt. Heute gehören die evangelischen Gemeindeglieder Zakałcze Wielkies zur Kirchengemeinde in Gołdap, einer Filialgemeinde von Suwałki in der Diözese Masuren der Evangelisch-Augsburgischen Kirche in Polen.
Zuständige katholische Pfarrei vor 1945 war Goldap im Bistum Ermland. Heute ist das einst evangelische Gotteshaus in Banie Mazurskie die Pfarrkirche für Zakałcze Wielkie. Sie gehört zum Dekanat Gołdap im Bistum Ełk (Lyck) der Katholischen Kirche in Polen.

## Verkehr
Zakałcze Wielkie ist von Banie Mazurskie (Benkheim) aus über eine Stichstraße erreichbar, die von der Nebenstraße Banie Mazurskie – Mieduniszki Wielkie (Groß Medunischken, 1938 bis 1945 Großmedien) – unweit der polnisch-russischen Staatsgrenze gelegen – abzweigt. Eine Bahnanbindung besteht seit 1945 nicht mehr, seit die Bahnstrecke Angerburg–Goldap mit der Bahnstation in Banie Mazurskie kriegsbedingt nicht mehr aktiviert worden ist.